# NGC 4333
NGC 4333 (również PGC 40217) – galaktyka spiralna z poprzeczką (SBab), znajdująca się w gwiazdozbiorze Panny. Odkrył ją William Herschel 13 kwietnia 1784 roku. Jest to galaktyka z aktywnym jądrem typu LINER.